# 正法 (李合戎)
正法（せいほう）は宋代に李合戎が自立し建てた私年号。1127年

## 西暦との対照表
| 正法 | 元年   |
| 西暦 | 1127年 |
| 干支 | 丁未   |